# ユーリイ・クラフチェンコ
ユーリイ・フェードロヴィチ・クラフチェンコ（ウクライナ語: Юрій Федорович Кравченко、英語: Yuriy Fedorovych Kravchenko、1951年3月5日 - 2005年3月4日）は、ウクライナの政治家、長官。

## 経歴
オレクサンドリーヤ出身。1995年から2001年まで内務大臣を務め、2001年から2002年までヘルソン州知事、2002年から2003年まで国税庁長官を務めた。
2005年にキーウ近郊のアパートにて自らの頭を撃ち51歳で自殺した。